# Big Mama (gruppo musicale)
Le Big Mama (빅마마?) sono un gruppo musicale sudcoreano formatosi a Seul nel 2003.
Il gruppo è noto per concentrarsi sulle capacità canore dei membri piuttosto che sul loro aspetto. Il gruppo si è sciolto nel 2012 dopo la loro ultima canzone Cleaning My Closet. A giugno 2021 si sono riunite per pubblicare nuova musica.

## Formazione
- Shin Yeon-ah
- Lee Young-hyun
- Lee Ji-young
- Park Min-hye

## Discografia

### Album in studio
- 2003 – Like The Bible
- 2005 – It's Unique
- 2006 – For the People
- 2007 – Blossom
- 2010 – 5

### Raccolte
- 2005 – Big Mama's Christmas : Gift
- 2006 – For The Christmas

## Riconoscimenti
- Golden Disc Award
  - 2003 – Miglior nuovo artista per Break Away[3]
  - 2003 – Miglior video musicale per Break Away[3]

- KBS Music Awards
  - 2005 – Cantante dell'anno[4]

- Korean Music Award
  - 2004 – Musicista dell'anno[5]
  - 2004 – Candidatura al Principiante dell'anno[5]
  - 2004 – Candidatura all'Album dell'anno per Like The Bible[5]
  - 2004 – Candidatura al Miglior album R&B per Like The Bible[5]
  - 2006 – Miglior canzone R&B e Soul per Sori

- MBC Gayo Daejejeon
  - 2003 – Top Ten Artists[6]

- Mnet Asian Music Award
  - 2003 – Miglior video musicale per Break Away[7]
  - 2003 – Miglior nuovo artista per Break Away[7]
  - 2003 – Candidatura alla Miglior performance R&B per Break Away[8]
  - 2005 – Candidatura al Miglior gruppo femminile per Woman
  - 2007 – Candidatura al Miglior gruppo femminile per Betrayal

- SBS Gayo Daejeon
  - 2003 – Miglior nuovo artista[9]

- Seoul Music Award
  - 2003 – Miglior nuovo artista[10]